# Бней-Дрор
Бней-Дрор (ивр. בני דרור‎, «сыновья свободы») — мошав в Центральном округе Израиля, около города Нетания.
Расположен между местными советами Кадима-Цоран и Тель-Монд. Основан в 1946 году. Входит в региональный совет Лев-ха-Шарон.

## История
Мошав был основан 12 мая 1946 года демобилизованными солдатами британской армии, которые сражались в Северной Африке и Италии во время Второй мировой войны. Идея создания мошава родилась ещё в 1941 году, когда будущие основатели мошава сражались в Еврейской бригаде инженерно-строительного отряда 544, в основном техниками и инженерами. Поэтому при образовании мошава, в нём сочеталась как сельскохозяйственная, так и промышленная деятельность.
Название мошава должно было символизировать стремление основателей жить свободной жизнью на своей земле.

## Современное состояние
Жители заняты в основном в сельском хозяйстве и на мебельных фабриках, заводах по производству солнцезащитных очков и упаковочных материалов, а также в торговом центре, областной школе и доме пенсионеров.
Мошав занимает площадь в 3,2 квадратных километра.

## Население
По данным Центрального статистического бюро Израиля, население на начало 2020 года составляло 1 171 человек.